# FK Dinamo Pančevo
FK Dinamo Pančevo (srpski: ФК Динамо Панчево) je nogometni klub iz Pančeva, Srbija. Osnovan je 21. siječnja 1945. godine. Od svoga osnutka do danas Dinamo se natjecao u regionalnim rangovima natjecanja u kojima su se natjecali vojvođanski klubovi s tim da su najveći uspjesi kluba sudjelovanja u Drugoj saveznoj ligi SFRJ. Trenutno se klub uspješno natječe u Vojvođanskoj ligi – Istok (četvrti rang natjecanja) i stremi ulasku u Srpsku ligu – Vojvodina.